# Цорн, Ханс
Ханс Цорн (нем. Hans Zorn; 27 октября 1891 — 2 августа 1943) — немецкий офицер, участник Первой и Второй мировых войн, генерал пехоты, кавалер Рыцарского креста с Дубовыми листьями.

## Начало военной карьеры
В июле 1911 года поступил на военную службу фанен-юнкером (кандидат в офицеры), в пехотный полк. С декабря 1913 года — лейтенант.

## Первая мировая война
На штабных должностях (полк, бригада). С 1917 года — старший лейтенант. За время войны награждён Железными крестами обеих степеней и Рыцарским крестом дома Гогенцоллернов. Был ранен.

## Между мировыми войнами
Продолжил службу в рейхсвере. К началу Второй мировой войны — начальник штаба 22-го армейского корпуса, полковник.

## Вторая мировая война
В мае-июне 1940 года — участвовал во Французской кампании, награждён планками к Железным крестам обеих степеней (повторное награждение).
С июля 1940 года — генерал-майор. С ноября 1940 года — командир 20-й моторизованной дивизии.
С 22 июня 1941 года — участвовал в германо-советской войне, его 20-я мотодивизия в составе 39-го мотокорпуса 3-й танковой группы участвовала в наступлении на Минск, затем в боях за Витебск, где отличилась при захвате и удержании единственного уцелевшего моста через Западную Двину, 27 июля 1941 года награждён Рыцарским крестом Железного креста. В августе 1941 года 20-я мотодивизия вместе с 39-м мотокорпусом подчинена группе армий «Север» и участвовала в наступлении на Ленинград.
С 15 января 1942 года — командующий 40-м моторизованным корпусом (в районе Юхнова), генерал-лейтенант. В марте 1942 года направлен в Демянский котёл для организации прорыва. 1 июня 1942 года получил звание генерала пехоты, в июне-ноябре 1942 года — командующий 46-м танковым корпусом (в районе Ржева). Награждён Золотым немецким крестом.
В июне 1943 года снова возглавил 46-й танковый корпус, участвовал в Курской битве, вёл бои в районе Орла. 2 августа 1943 года генерал пехоты Цорн убит в результате авианалёта. 3 сентября 1943 года посмертно награждён Дубовыми листьями к Рыцарскому кресту.

## Награды
- Железный крест 2-го класса (23 октября 1914) (Королевство Пруссия)
- Железный крест 1-го класса (29 января 1916)
- Королевский орден Дома Гогенцоллернов рыцарский крест с мечами (Королевство Пруссия)
- Орден «За военные заслуги» 4-го класса с мечами и короной (Королевство Бавария)
- Нагрудный знак «За ранение» (1918) чёрный
- Почётный крест Первой мировой войны 1914/1918 с мечами (1934)
- Пряжка к Железному кресту 2-го класса (14 мая 1940)
- Пряжка к Железному кресту 1-го класса (26 мая 1940)
- Медаль «За зимнюю кампанию на Востоке 1941/42»
- Немецкий крест в золоте (14 июня 1942)
- Рыцарский крест Железного креста с дубовыми листьями
  - рыцарский крест (27 июля 1941)
  - мечи (№ 291) (3 сентября 1943)